# Le Plus Pauvre de l'école
Le Plus Pauvre de l'école (The Poor Kid en VO) est le quatorzième et dernier épisode de la quinzième saison de la série télévisée d'animation américaine South Park et l'épisode 223e de la série. Il a été diffusé sur la chaîne américaine Comedy Central le 16 novembre 2011.

## Synopsis
Les parents de Kenny sont arrêtés pour trafic de drogue et leur cas est mis en lumière par l'émission Pur beauf dans la merde (White Trash in Trouble en VO). Kenny, son frère Kévin et sa petite sœur Karen sont placés en famille d'accueil chez les Weatherheads, un couple d'agnostiques forcenés vivant à peine mieux que les parents de Kenny. Ce dernier console comme il peut sa sœur, notamment en reprenant l'apparence du super-héros Mystérion, que Karen voit comme son ange gardien.
Cartman découvre grâce à Butters qu'il est désormais l'élève le plus pauvre de l'école de South Park, et selon lui une nouvelle cible des plaisanteries de Kyle, qui s'en fiche complètement en réalité. Ne pouvant pousser sa mère à avoir un troisième travail, Eric monte un faux laboratoire de drogue pour qu'elle se fasse arrêter par la police et Pur beauf dans la merde. Croyant aller dans une famille d'accueil à Hawaï, il se retrouve dans la même maison que Kenny. Dans sa nouvelle école, Cartman se moque de l'élève le plus pauvre, et se fait réprimander par le proviseur.
Sous l'identité de Mystérion, Kenny met une raclée à une brute de l'école qui en voulait à sa sœur, avant de s'attaquer à la famille d'accueil, qui torture ses protégés à coup de menaces, d'enfermement dans la cave et de consommation forcée de Dr Pepper. Il les effraie, avant de placer dans leur frigo une bière Pabst Blue Ribbon, qui les rend suffisamment saouls pour faire intervenir les forces de l'ordre et Pur beauf dans la merde. Ces derniers arrêtent également Cartman, à cause de son faux témoignage sur sa mère. Eric aide cependant à faire tomber le couple agnostique en les dénonçant aux services sociaux.
Kenny et Cartman reviennent ensemble à l'école de South Park, et le jour de leur retour, un oiseau géant monstrueux fracasse le toit de l'établissement et dévore Kenny, faisant à nouveau de Cartman l'élève le plus pauvre.